# Селиолу (околия)
Околия Селиолу (на турски: Süloğlu ilçesi) е околия, разположена във вилает Одрин, Турция. Общата й площ е 342 км2. Според оценки на Статистическия институт на Турция през 2022 г. населението на околията е 6 348 души. Административен център е град Селиолу.

## Населени места
Околията се състои от 11 населени места – 1 град и 10 села.
Град
- Селиолу

Села
- Акардере (Akardere)
- Бююкгердели (Büyük Gerdelli)
- Сомурджали (Domurcalı)
- Гечкинли (Geçkinli)
- Кераметин (Keramettin)
- Кюкюлер (Küküler)
- Сюледжик (Sülecik)
- Татарлар (Tatarlar)
- Ташлъсекбан (Taşlısekban)
- Ягджилар (Yağcılı)